# Progreso (Coahuila)
Progreso es una población del estado mexicano de Coahuila de Zaragoza, localizada el noreste del territorio estatal en la llamada Región Carbonífera y es cabecera del municipio del mismo nombre.

## Historia
El territorio en que se asienta actualmente el pueblo de Progreso, fue parte de la Hacienda Grande de Encinas, propiedad de un terrateniente de origen irlandés, Patricio Milmo —abuelo materno del futuro empresario de telecomunicaciones Emilio Azcárraga Milmo—, en 1860 el presidente Benito Juárez decreta la expropiación de parte de dicha hacienda, beneficiando con ello a un grupo de jornaleros que lidereados por Tomás Lugo, fundaron El Progreso, población que el 11 de noviembre de 1860 recibió la categoría de Villa por decreto de Santiago Vidaurri, entonces gobernador del estado de Nuevo León y Coahuila; tradicionalmente se ha considerado esta fecha como la fundación del pueblo y a Tomás Lugo como su fundador.
Tras ser restaurado el estado de Coahuila, el 18 de diciembre de 1878 fue creado del municipio de su nombre, adquiriendo el carácter de cabecera municipal. Con posteridad, la tradición oral del poblado ha atribuido a su fundador Tomás Lugo el hecho de haber salvado la vida a Porfirio Díaz —entonces soldado republicano huyendo de los franceses— ocultándolo bajo el forraje que transportaba en un carretón, tras lo cual Díaz pudo reincorporarse a las fuerzas republicanas; años después, al acceder a la Presidencia de la República, Díaz recordó el favor realizado por Lugo y habiéndolo llamado a la Ciudad de México, al preguntarle que quería como recompensa por ello, Lugo le habría dicho: "Quiero ser Presidente Municipal de Progreso hasta que me muera"; lo cual habría sido concedido por Díaz, permitiéndole ocupar el cargo por alrededor de 25 años continuos, hasta su muerte.
El 7 de octubre de 2012 de acuerdo a las versión oficial de la Secretaría de Marina, fue muerto en Progreso en un enfrentamiento con elementos de dicha corporación Heriberto Lazcano Lazcano, apodado "El Lazca", líder y fundador del grupo criminal Los Zetas.

## Localización y demografía
Progreso se encuentra localizado en el noreste del estado de Coahuila, cercano a los límites con el estado de Nuevo León y en la rivera del río Salado de Nadadores, sus coordenadas geográficas son 27°25′43″N 100°59′09″O / 27.42861, -100.98583 y tiena una altitud de 304 metros sobre el nivel del mar, se encuentra a unos 70 kilómetros al noreste de Monclova y a otros 70 kilómetros al sureste de Nueva Rosita; su principal vía de comunicación es la Carretera estatal 29 de Coahuila que la comunica al noreste con la población de Juárez y al sureste con la Carretera Federal 57 y el resto del estado.
De acuerdo a los resultados del Censo de Población y Vivienda de 2010 realizado por el Instituto Nacional de Estadística y Geografía, la población total de Pogreso es de 796 habitantes, de los cuales 389 sobre hombres y 407 son mujeres.

## Hermanamientos
La ciudad de Progreso tiene las siguientes ciudades hermanas:
- Saltillo, México (2020).[12][13]